# Reformatio in pejus
Reformatio in pejus (do Latim reformatio, 'mudar', 'aprimorar', e peius, 'pior') é uma frase em Latim usada no âmbito jurídico para indicar que uma decisão de um Tribunal foi alterada para uma decisão pior que a anterior. No âmbito dos recursos penais, na maioria das jurisdições nacionais assentes num Estado de Direito Democrático, é proibida a reformatio in pejus quando o recurso foi exclusivamente apresentado pelo arguido ou pelo Ministério Público no interesse exclusivo do arguido. Nestes casos o Tribunal superior não pode agravar a condenação anteriormente imposta. O motivo para esta proibição reside em evitar a atemorização do arguido que, perante a possibilidade da pena poder ser agravada, tenha receio de recorrer de sentença condenatória que considere injusta ou infundamentada.

## Reformatio in pejusdirecta
Com a proibição de reformatio in pejus directa a lei proíbe que perante um recurso penal exclusivamente apresentado pelo arguido ou pelo Ministério Público no interesse exclusivo do arguido o Tribunal superior agrave a condenação anteriormente imposta. Nestes casos, se o Tribunal superior considerar o recurso infundamentado cabe somente o indeferimento do mesmo. 

## Reformatio in pejusindirecta
A proibição de reformatio in pejus indirecta implica que caso um julgamento seja anulado por decisão do Tribunal superior mediante deferimento de recurso penal exclusivamente apresentado pelo arguido ou pelo Ministério Público no interesse exclusivo do arguido, no novo julgamento a sentença condenatória não possa impor pena mais grave que a aplicada no julgamento anterior.

## Em Portugal

### Sistema penal
Em Portugal a proibição de reformatio in pejus está prevista na Constituição, no artigo 32.º, n.º 1, e no Código de Processo Penal, no artigo 409.º, n.º 1, abrangendo a reformatio in pejus directa e indirecta. Não podem assim ser agravadas as sanções constantes da sentença recorrida, na sua espécie ou medida, no caso de recurso penal apresentado somente pelo arguido ou pelo Ministério Público no interesse exclusivo do arguido. 
Como excepção está prevista a possibilidade de agravação da quantia fixada para cada dia de multa se a situação económica do arguido tiver entretanto melhorado de forma sensível. Em todo o caso o número de dias de multa não poderá ser agravado.
O princípio mantém-se no caso de anulação do julgamento através do deferimento de recurso penal apresentado exclusivamente pelo arguido ou pelo Ministério Público no interesse exclusivo do arguido. Neste caso, aquando do novo julgamento, é vedado ao Tribunal inferior impor ao arguido sanções mais graves que as aplicadas no julgamento anterior. O mesmo não se passa se o julgamento for anulado mediante deferimento de recurso penal apresentado pelo Ministério Público ou o assistente contra o interesse do arguido.

### Outras aplicações
O mesmo princípio da proibição de reformatio in pejus é, em muitos casos, aplicável em Portugal nos recursos de notas escolares. Em muitas Universidades após realização do exame o aluno pode pedir a reapreciação da prova, não podendo a nova nota ser inferior à anterior. O mesmo se passa nas melhorias de nota, quando o aluno já aprovado à unidade curricular se apresenta a novo exame (escrito ou oral) com o intuito de melhorar a classificação obtida; neste caso a nota final nunca poderá ser inferior à anteriormente obtida. 
Um caso particular reside nos exames nacionais, em que quando o aluno pede a reapreciação da prova o exame é totalmente reapreciado, não tendo o 2.º corrector acesso à nota anterior. Neste caso a nova nota prevalece sobre a anterior (a nota pode baixar), salvo se implicar a reprovação do aluno quando a nota anterior permitisse a aprovação, caso em que a classificação passa a ser a classificação mínima que permite a aprovação na disciplina.